# Keisuke Matsuno
Keisuke Matsuno (jap. 松野 圭介, Matsuno Keisuke, * 1985 in Berlin) ist ein in den USA lebender deutscher Jazz- und Improvisationsmusiker (E-Gitarre, Elektronik).

## Leben und Wirken
Matsuno, der in Berlin aufwuchs und mit zwölf Jahren die E-Gitarre entdeckte, studierte zunächst ab 2005 an der Hochschule für Musik Franz Liszt Weimar, von 2007 bis 2009 an der Musikhochschule Luzern; einen weiteren Master erwarb er ab 2010 an der New York University. Anschließend absolvierte er eine Postgraduiertenausbildung an der Weimarer Musikhochschule. Unterricht hatte er im Laufe seiner Ausbildung bei Frank Möbus, Brad Shepik, Ralph Alessi, Vijay Iyer, Mark Turner und John Scofield. Er arbeitete in der deutschen und Schweizer Musikszene u. a. im Lucerne Jazz Orchestra (Don’t Walk Too Far, 2009), bei Elias Stemeseder, Hans Tammen, Timo Vollbrecht, Defne Şahin und in der vermeintlichen Krautrock-Band Trio Schmetterling (mit Alexander Binder, Jan Roth), in den USA mit dem Jim Black Guitar Quartett. Mit Lars Graugaard legte Matsuno das Duoalbum Invisible (clang) vor. Auch spielte er im Julian Erdem Quartett, in Charlotte Greves Quartett Wood River (More Than I Can See, 2019), im Quartett von Sana Nagano (Smashing Humans, 2021) und im Nonett von Marike van Dijk (Stranded, 2023). Matsuno unterrichtete an der New York University.

## Diskographische Hinweise
- Trio Schmetterling: Globus (Traumton Records, 2013)
- Charlotte Greve, Keisuke Matsuno, Simon Jermyn, Tommy Crane: Wood River (Edition Longplay, 2015)
- Trio Schmetterling: Merry-Go-Round (2017)
- Lars Graugaard & Keisuke Matsuno & Moritz Baumgärtner: Crumble (2017)